# Вића Митровић
Вића Митровић (Рановац, 1961) српски је политиколог, преводилац и писац.

## Биографија
Рођен је 22. марта 1961. године у Рановцу, где је завршио основну школу. У Петровцу на Млави је наставио гимназијско образовање и студије на Факултету политичких наука Универзитета у Београду, где је стекао звање политиколога.
Године 1986. се преселио у Швајцарску, где данас живи и ради. Kао политиколог тематизује питања и проблеме људи који су се као мигранти доселили у Швајцарску. То чини у форми писане речи, кроз своје романе, реферате, интеркултуралне пројекте. Kао културолошки посредник бави се такође интеррелигиозним дијалогом.
Kао професионални преводилац стоји на располагању мигрантима са целе територије Балкана. Ради на томе да учврсти везе између менталитета западног друштва и Балканског простора. Покушава да сличности и разлике тих двеју култура доведе у стање интеракције. Себе види као градитеља мостова како би се те две културе приближиле и боље разумеле.
Од јуна 2010. године члан је локалног парламента града Санкт Галена, као представник Социјалдемократске странке. Од јануара 2024. је постао председник тог истог парламента.